# یارومیر
یارومیر (به چکی: Jaroměř) یک منطقهٔ مسکونی در جمهوری چک است که در ناحیه ناخود واقع شده‌است. یارومیر ۱۲٬۶۱۸ نفر جمعیت دارد.